# Krzywe (województwo lubelskie)
Krzywe – wieś w Polsce położona w województwie lubelskim, w powiecie krasnostawskim, w gminie Łopiennik Górny.
W latach 1954–1959 wieś należała i była siedzibą władz gromady Krzywe, po jej zniesieniu w gromadzie Łopiennik Górny. W latach 1975–1998 miejscowość administracyjnie należała do województwa chełmskiego.
Wieś stanowi sołectwo gminy Łopiennik Górny. Według Narodowego Spisu Powszechnego (III 2011 r.) wieś liczyła 284 mieszkańców.
Wierni Kościoła rzymskokatolickiego należą do parafii św. Bartłomieja w Łopienniku.

## Historia
Według Słownika geograficznego Królestwa Polskiego z roku 1883 Krzywe wieś w powiecie krasnostawskim, gminie i parafii Łopiennik. W 1827 roku spisano tu 36 domów oraz 215 mieszkańców.

Według Towarzystwa Kredytowego Ziemskiego folwark Krzywe z wsiami Krzywe, Majdan Krzywski i Olszanka, od Trawnik oddalone wiorst 10, od rzeki Wieprz wiorst 6. Rozległość dóbr wynosi mórg 1019, a w tym: grunta orne i ogrody mórg 528, łąk mórg 47, pastwisk mórg l, wody mórg 3, lasu mórg 393, nieużytki i place mórg 42, budynków murowanych było 3 z drzewa 11. W uprawach stosowano płodozmian 9. polowy. W okolicy pokłady kamienia wapiennego i budulcowego.

Wieś Krzywe posiadała w roku 1883 osad 51, z gruntem mórg 626, wieś Majdan Krzywski osad 32, z gruntem mórg 473, wieś Olszanka osad 17, z gruntem mórg 189.
W 1863 urodziła się tutaj Emilia Węsławska, tłumaczka, pisarka, publicystka, działaczka społeczna i narodowa.